# Дунаево (Новгородская область)
Дунаево — деревня в Холмском районе Новгородской области, входит в Красноборское сельское поселение. Площадь территории относящейся к деревне — 33 га.
Деревня, расположена на левом берегу реки Ловать у автодороги Р51 (Шимск — Невель). Дунаево находится на высоте 51 м над уровнем моря. На противоположном берегу Ловати — деревня Ветно.
В деревне есть отделение почтовой связи ФГУП «Почта России».

## История
До 1924 года деревня в составе Ильинской волости Холмского уезда Псковской губернии. С 1924 года в составе Холмской волости. Население деревни в 1928 году — 137 чел. С 1927 года центр Дунаевского сельсовета Холмского района Великолукского округа Ленинградской области (до 1929 года), затем Западной области, с 1935 года в составе Калининской области, с 1944 в составе Великолукской области, с 1957 года Псковской области, с 1958 года Новгородской области. Указом Президиума Верховного Совета РСФСР от 16 июня 1954 года были объединены сельсоветы: Дунаеаский, Глуховский, Красноборский — в Красноборский сельсовет. Который в XXI веке был упразднён и деревня ныне входит в состав Красноборского сельского поселения.

## Население
Постоянное население деревни — 85 чел. (2009), хозяйств — 35.
| 2010 |
| ---- |
| 62   |